# Achtmonatsangst
Die Achtmonatsangst bezeichnet die Angst eines Kindes, wenn die erste Bezugsperson es verlässt und das Kind fremden Personen mit starkem Misstrauen, Abneigung oder Angst begegnet. Sie tritt durchschnittlich erstmals im Alter von acht Monaten auf, wo sich Fremdeln entwickelt. Ein längeres Fortbleiben der Mutter kann zu schweren körperlichen und seelischen Störungen führen.

## Erklärungsansatz
Das Kind ist in dieser Phase erstmals in der Lage, die erste Bezugsperson von anderen Personen an bestimmten Merkmalen wie Gesichtszügen, der Stimme oder Kleidung zu unterscheiden. Der US-amerikanische Psychoanalytiker René Spitz beschäftigt sich ausführlich mit der Phase des 1. Lebensjahres und dem kindlichen Fremdeln und kam zu dem Entschluss, dass das Kind vorher alle Gesichter als zur Mutter gehörend interpretiert. Dabei hat er für die Mutter-Kind-Beziehung sechs verschiedene Verhaltensweisen der Mutter benannt, die beim Kind zu psychischen Schädigungen führen können. Diese sind:
- eine unverhüllte Ablehnung
- eine ängstlich übertriebene Besorgnis
- eine in Ängstlichkeit verwandelte unbewusste Feindseligkeit
- andauernde Schwankungen zwischen Verwöhnen und Feindseligkeit
- zyklische Stimmungsschwankungen der Mutter (Launenhaftigkeit)
- kompensierte Feindseligkeit, die z. B. durch Verwöhnen kompensiert wird

So könne beispielsweise eine ängstliche Besorgnis zu einem exzessiven Schreien im Säuglingsalter und Schwankungen zwischen Verwöhnen und Feindseligkeit zum kindlichen Schaukeln führen.

## Folgen
Frühe Trennungen zwischen Mutter und Kind können zu Stress, Verhaltensstörungen, Lern- und Entwicklungsstörungen, Bindungsstörungen und psychischen Erkrankungen wie Depressionen führen.